# Expoziția Foto-documentară „Ion Ionescu de la Brad”
Expoziția Foto-documentară „Ion Ionescu de la Brad” este un muzeu județean din Brad. Sunt valorificate fotografii și copii după documente privind viața și activitatea marelui savant Ion Ionescu de la Brad (1818 - 1891), agronom, economist și statistician, membru de onoare al Academiei Române, întemeietor al științei agricole moderne în România.